# Valfångsten i Gamborg Fjord

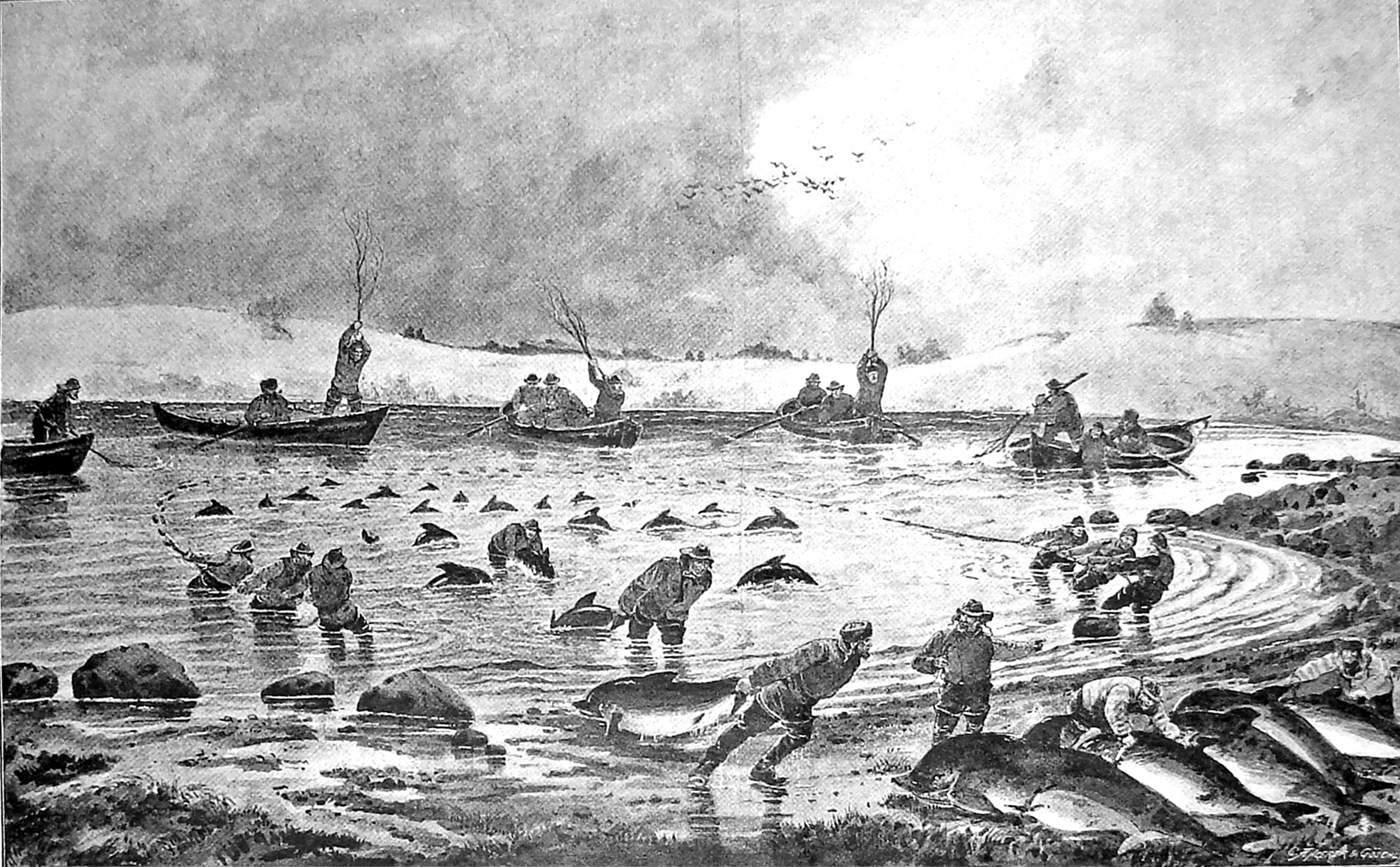
Jakt på tumlare i Gamborgfjorden på 1800-talet.

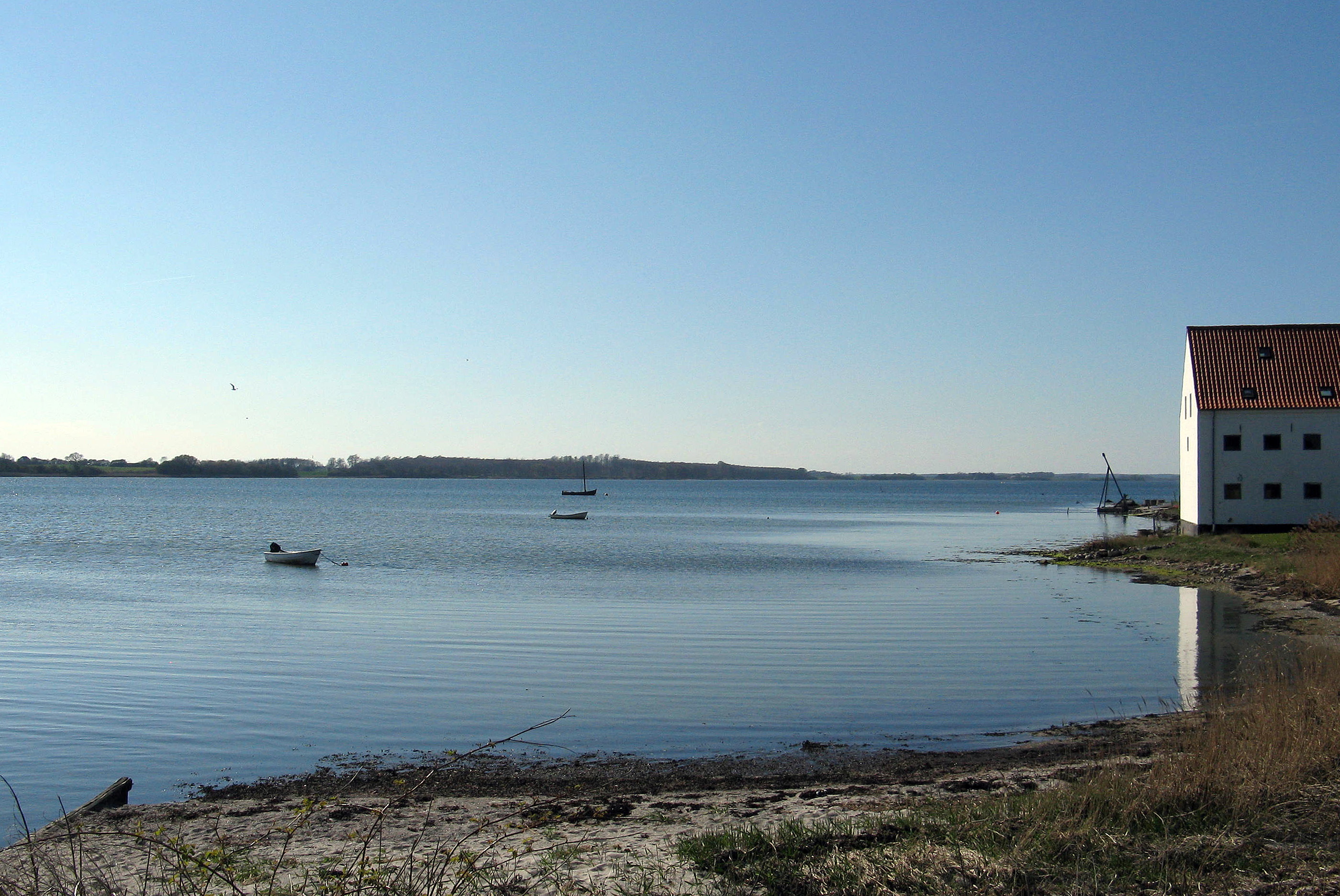
Gamborgfjorden sedd österifrån.

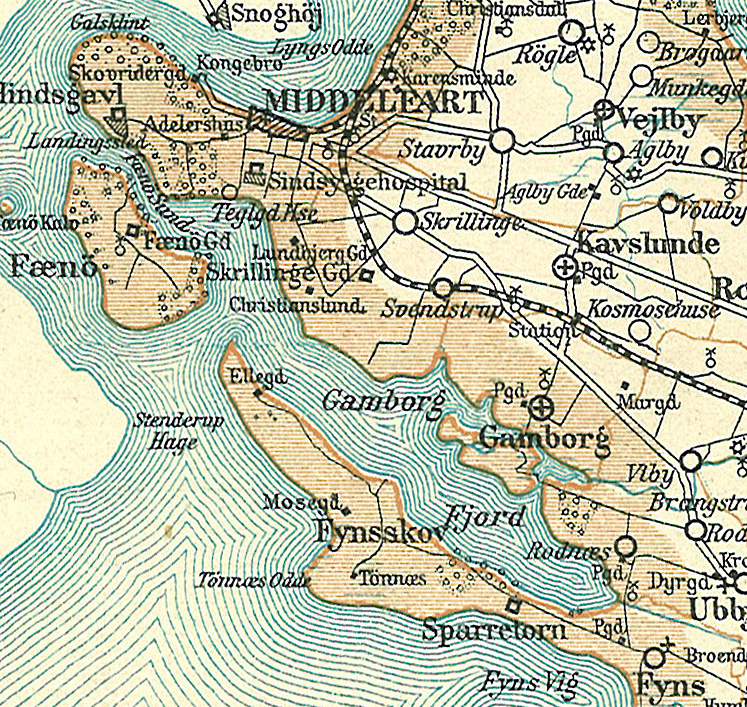
Gamborgfjorden omkring 1900.

Valfångsten i Gamborg Fjord var en valfångst på tumlare som bedrevs i vattnen vid Lilla Bält i Danmark.
Jakten på tumlare vid Svinø i Gamborgfjorden vid Fyn är belagd sedan medeltiden. Den viktigaste anledningen var utvinning av tran för lampolja ur tumlarnas späck, men köttet har också tagits till vara, och tidvis varit populärt. Tumlarkött serverades på danska restauranger ännu in på 1960-talet.
Ett särskilt valfångstmannaskrå i Middelfart, "marsvinsjægerlauget", hade kungliga, exklusiva rättigheter att bedriva valjakt i vattnen vid Lilla Bält. Skråets historia är belagd från 1593. Det bestod av 30 personer som var fördelade med tre man vardera i tio båtar. Skråmedlemmarna var i sina vanliga värv fiskare, sjömän och färjekarlar. Jakten tillgick så, att de tio båtarna gick ut för att inta sina efterhand utarbetade positioner i Lilla Bält söder om Fænø och vid inloppet till Gamborgfjorden. När tumlarna, i regel i smågrupper om tre till fem djur, kom upp från Östersjön mot Lilla Bält, slog fångstmännen med grenar i vattnet för att störa tumlarnas sonarnavigering och skrämma in dem mot Gamborgfjordens mynning öster om Fønsskov Odde, där några av båtarna låg på lur. De uppskrämda tumlarna drevs in mot land på Svinø. Där omringades djuren med ett långt nät som drogs ihop för att få dem att stranda eller trängas ihop på mycket grunt vatten. Tumlarna drogs därefter upp på land och stacks ihjäl med knivar. 
Fångsten var omkring 4 000 valar om året och jaktsäsongen var ungefär mellan Mortensdag den 28 oktober och Kyndelmisse den 5 februari.
Mot slutet av 1800-talet började fotogen användas som lampbränsle, varför priset på tran från valar sjönk. Omkring 1895 upphörde jakten och valfångstmannaskrået upplöstes 1898.. Under första världskriget skedde åter valfångst i mindre skala. Under de första två åren slaktades 300-400 djur per år. Den återupptagna valfångsten 1941-1942, under andra världskriget, synes ha varit av liten omfattning.
Vid stranden på nordöstra delen av Svinø, där slakten företrädesvis skedde, finns nu en minnessten.
Tumlare fridlystes i Danmark 1967.